# مالغوسيا بيلا
مالغوسيا بيلا (بالبولندية: Małgosia Bela) وإسمها الحقيقي مالغورزاتا بيلا (بالبولندية: Małgorzata Bela) وهي عارضة أزياء وممثلة بولندية ولدت في يوم 6 يونيو 1977 في مدينة كراكوف في بولندا.

## روابط خارجية
- مالغوسيا بيلا على موقع IMDb (الإنجليزية)
- مالغوسيا بيلا على موقع أول موفي (الإنجليزية)
- مالغوسيا بيلا على موقع قاعدة بيانات الفيلم (الإنجليزية)
- مالغوسيا بيلا على موقع كينوبويسك (الروسية)
- مالغوسيا بيلا على موقع دليل عارضات الأزياء (الإنجليزية)